# Pembroke, Massachusetts
Pembroke är en kommun (town) i Plymouth County i delstaten Massachusetts, USA. Vid 2020 års folkräkning hade kommunen 18 361 invånare.

## Kända personer från Pembroke
- Eric Flaim, skridskoåkare